# Anthrax shelkovnikovi
Anthrax shelkovnikovi är en tvåvingeart som beskrevs av Paramonov 1935. Anthrax shelkovnikovi ingår i släktet Anthrax och familjen svävflugor. Inga underarter finns listade i Catalogue of Life.